# Paul-Eugène Breton
Pour les articles homonymes, voir Breton (homonymie).
Paul-Eugène Breton, né à Toulouse le 21 mai 1868 et mort à Paris le 4 janvier 1932, est un sculpteur français.

## Biographie
Élève d'Alexandre Falguière, il expose au Salon des artistes français dès 1886 et y obtient en 1889 une médaille de 2e classe, en 1896, une médaille d'honneur, en 1898 une médaille de 3e classe et. 1898,2e cl. 1889 et en 1900 une médaille de bronze. 
On lui doit diverses statuettes. Les études préliminaires de sa statue de marbre Salammbô, ont été récompensées par une médaille à l'Exposition universelle de 1900.